# 朝倉清一
朝倉 清一（あさくら せいいち、1840年12月31日（天保11年12月8日） - 1903年（明治36年）7月21日）は、日本の建築家。

## 人物
1891年（明治24年）に海軍省四等技手を最後に官界を退官する。
その後、1896年（明治29年）に地震で大被害を受けた宮内省庁舎の修繕工事の監督を嘱託される。
1897年（明治30年）、学習院建築工事の取調を嘱託された。
1898年（明治31年）から東宮御所御造営製図を嘱託され、同年御用掛を拝命、設計に従事する。